# 루이스 하비에르 가르시아 산스
루이스 하비에르 가르시아 산스(스페인어: Luis Javier García Sanz, 1978년 6월 24일 스페인 카탈루냐 바달로나 ~ )는 스페인의 전 축구 선수로, 보통 루이스 가르시아(Luis García)로 잘 알려져 있다.
루이스 가르시아는 보통 미드필더와 공격수 사이에 생기는 빈 공간에서 활동하며, 환상적인 중거리 슈팅이 일품인 포지션도 다재다능한 선수이다. 프리메라리가의 아틀레티코 마드리드와 바르셀로나와 레알 바야돌리드, 잉글랜드 프리미어리그의 리버풀 등이 그가 거쳐간 대표적인 클럽들이다.
2005년 터키 이스탄불에서 열린 AC 밀란과의 결승전에서 극적인 역전승을 거두었던 이스탄불의 기적에서 활약한 중심 인물 중 한 명이다. 2014년 1월에 현역 은퇴 선언을 했으나, 은퇴를 번복하고 새롭게 창설된 인도 슈퍼리그의 아틀레티코 데 콜카타로 입단했다.